# Chiltepec, Isla
Chiltepec är en ort i Mexiko.   Den ligger i kommunen Isla och delstaten Veracruz, i den sydöstra delen av landet, 400 km öster om huvudstaden Mexico City. Chiltepec ligger 41 meter över havet och antalet invånare är 116.
Terrängen runt Chiltepec är platt. Runt Chiltepec är det ganska glesbefolkat, med 24 invånare per kvadratkilometer. Närmaste större samhälle är Juan Rodríguez Clara, 17,7 km öster om Chiltepec. Omgivningarna runt Chiltepec är en mosaik av jordbruksmark och naturlig växtlighet.